# Vent stellaire

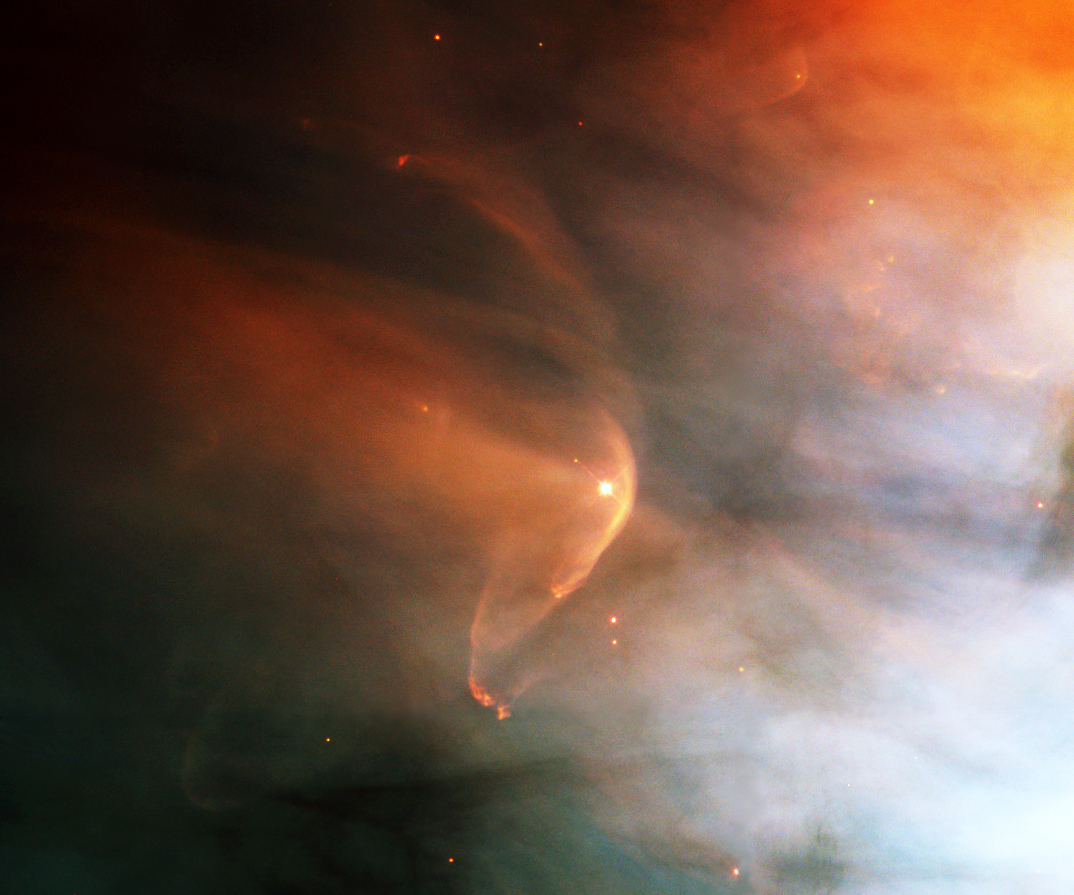
L'arc lumineux résulte de la collision entre le vent stellaire émis par l'étoile L.L. Orionis et le flux gazeux de la nébuleuse d'Orion.

Le vent stellaire est un flux de plasma constitué essentiellement de protons et des électrons qui sont éjectés de la haute atmosphère des étoiles. Le vent stellaire provenant de notre propre Soleil est appelé vent solaire.

## Descriptions
Le vent stellaire est un flux continu de la matière provenant de la surface des étoiles. Les vitesses de vent sont, selon le type d'étoile de quelques dizaines à plusieurs milliers de kilomètres par seconde, la masse de perte observée varie selon le taux de 10–14 à 10−3 {\displaystyle M_{\odot }}·a−1. De nombreuses étoiles massives évoluent à la fin de leur séquence principale en naines blanches et non par explosion en supernova, car elles ont déjà perdu assez de masse durant leur existence.
Il existe différentes formes de vents stellaires, qui se distinguent par leur mécanisme d'entrainement :
- les vents d'étoiles froides, comme ceux des géantes rouges, sont constitués d'atomes et des molécules neutres tels que le carbone et le silicate. Ces vents sont poussiéreux et relativement lents avec seulement quelques dizaines de kilomètres par seconde. La matière est accélérée dans l'atmosphère de la géante rouge par ondes de choc dues aux pulsations. À une certaine distance de l'étoile rouge, la température a suffisamment baissé, le gaz se condense en poussière. Les taux de perte de masse peuvent être très élevés avec jusqu'à 10–6 {\displaystyle M_{\odot }}·a−1. Durant ce processus, la géante rouge devient une nébuleuse en émission, constituée d'une coquille de gaz en expansion, éjecté d'une étoile en fin de vie. La nébuleuse planétaire poursuit sa transition de l'état de géante rouge à l'état de naine blanche pendant la branche asymptotique des géantes ;

- dans les étoiles de séquence principale du type de notre Soleil, le vent de particules est chargé, principalement de protons et d'électrons. Ces vents comme le vent solaire sont principalement dictés par les températures extrêmes de la couronne de quelques millions de kelvins. Le mécanisme comme celui de la pression du gaz accélère le vent sur plusieurs centaines de kilomètres par seconde. La masse de perte observée pour le Soleil est d'environ 10–14 {\displaystyle M_{\odot }}·a−1 ;

- les vents d'étoiles chaudes, telles que celles à partir d'une température de surface de 10 000 kelvins, ont la même composition chimique que la surface de l'étoile elle-même. La plupart des atomes sont ionisés une ou plusieurs fois. Ces vents peuvent être très rapides, de plusieurs milliers de kilomètres par seconde. Ces vents d'étoiles chaudes sont également entrainés par la pression des radiations du cœur de l'étoile. Contrairement aux vents froids, ils n'agissent pas en étalant le spectre stellaire continu, mais par absorption dans le domaine spectral ultraviolet. 
Les taux de perte de masse de ce type de vent, vont de 10–10 {\displaystyle M_{\odot }}·a−1 dans les principales étoiles chaudes de la séquence principale, de 10–6 {\displaystyle M_{\odot }}·a−1 dans le cas des supergéantes et à 10−3 {\displaystyle M_{\odot }}·a−1 dans le cas d'étoiles Wolf-Rayet.